# لايايوا

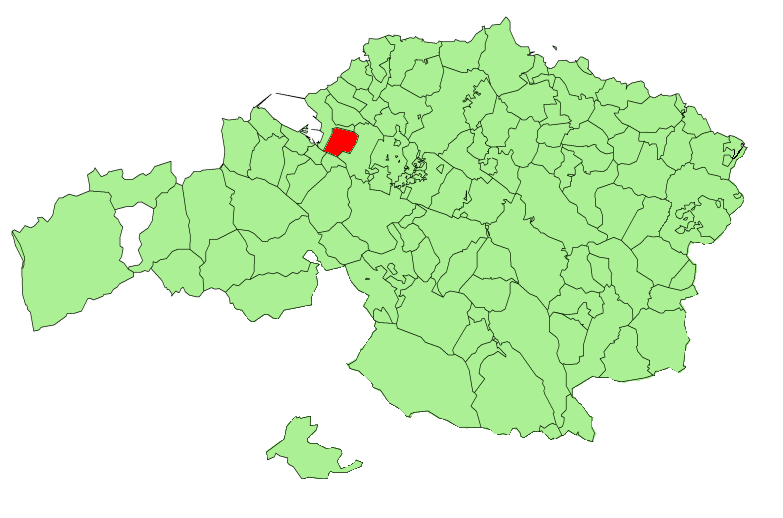
موقع البلدية.

بلدية لايايوا (بالإسبانية: Lejona)‏ هي بلدية تقع في مقاطعة بيسكاي, التي تقع في منطقة الباسك شمالي إسبانيا.

## أعلام
- مانويل تونيون دي لارا
- فليكس سيسوماغا
- جون فيدال
- سابينو بيلباو

## وصلات خارجية
- (بالإسبانية)